# Fantasy for solo clarinet
Fantasy for solo clarinet is een compositie van Johan Kvandal. Het is een obscuur werk binnen het oeuvre van de componist. Het heeft een Engelstalige titel en ook over het jaar waarin het stuk gecomponeerd zou zijn, zijn de meningen verdeeld (1989 of 1992).
Klarinettist Fredrik Fors heeft dit werk in 2008 op compact disc gezet, het werd uitgegeven door 2L. Deze opname werd niet vermeld op de homepage van Kvandal. Over de opname werd geschreven, dat deze muziek nauwelijks interessant is, maar melodieus klinkt ten opzichte van ander 20e-eeuwse klarinetrepertoire. Dat laatste is de algemene mening over de muziek van Kvandal: modern maar niet té.